# Artémise (van Honthorst)
Artémise est un tableau datant de v. 1635 réalisé par le peintre du siècle d'or néerlandais Gerrit van Honthorst. Il est conservé au musée d’Art de l’université de Princeton (États-Unis).

## Histoire
Le tableau a été peint probablement pour Élisabeth Stuart, épouse de l'électeur palatin et roi de Bohême Frédéric V (mort en 1632). Celle-ci vivait en exil en Hollande avec son mari depuis la défaite de la Montagne Blanche en 1620. Il a ensuite appartenu à Amélie de Solms-Braunfels, veuve du stathouder Frédéric-Henri d'Orange-Nassau, dont Van Honthorst était le peintre de cour. Le tableau aurait été peint entre 1630 et 1635.

## Description
L'œuvre est une peinture d'histoire représentant un épisode de l'Antiquité. Le personnage principal en est la reine Artémise II, souveraine d'Halicarnasse en Asie Mineure (actuelle Turquie) au IVe siècle av. J.-C.. La scène est basée sur la description de l'historien romain Valère Maxime (Ier siècle) dans ses Facta et Dicta Memorabilia. Après la mort de son époux et frère Mausole, la reine Artémise boit ses cendres mêlées à du vin afin de devenir le tombeau vivant de son mari.
Au centre de l'image, Artémise est représentée assise, vêtue d'une robe blanche ornée de perles et d'un voile noir de deuil. Sous le voile, son visage baissée est marqué par la tristesse. Le tissu fin de la robe laissant apparaître ses seins souligne sa féminité et sa sensualité. Elle tient une coupe en or dans laquelle un prêtre âgé verse les cendres de Mausole, qu'il a prélevé dans une urne funéraire. Entre ces deux figures, un page tenant une carafe de vin semble regarder directement le spectateur. Derrière la reine se tiennent trois autres femmes, qui différent autant par leur âge que par leur attitude. La plus âgée exprime son scepticisme face à la scène, tandis que le visage des deux autres reflète la surprise ou la curiosité. Enfin, à gauche, deux hommes à peine visibles dans l'obscurité observent la scène.
La richesse des vêtements et des objets et l'attitude solennelle des personnages placent la scène dans un milieu aristocratique.
Le clair-obscur de la scène dessine un losange dont les angles sont constitués par la tête du page, le dos du prêtre, le bras d'Artémise et l'urne funéraire dorée. Ce losange est centré sur la coupe contenant le mélange de cendres et de vin.

## Analyse

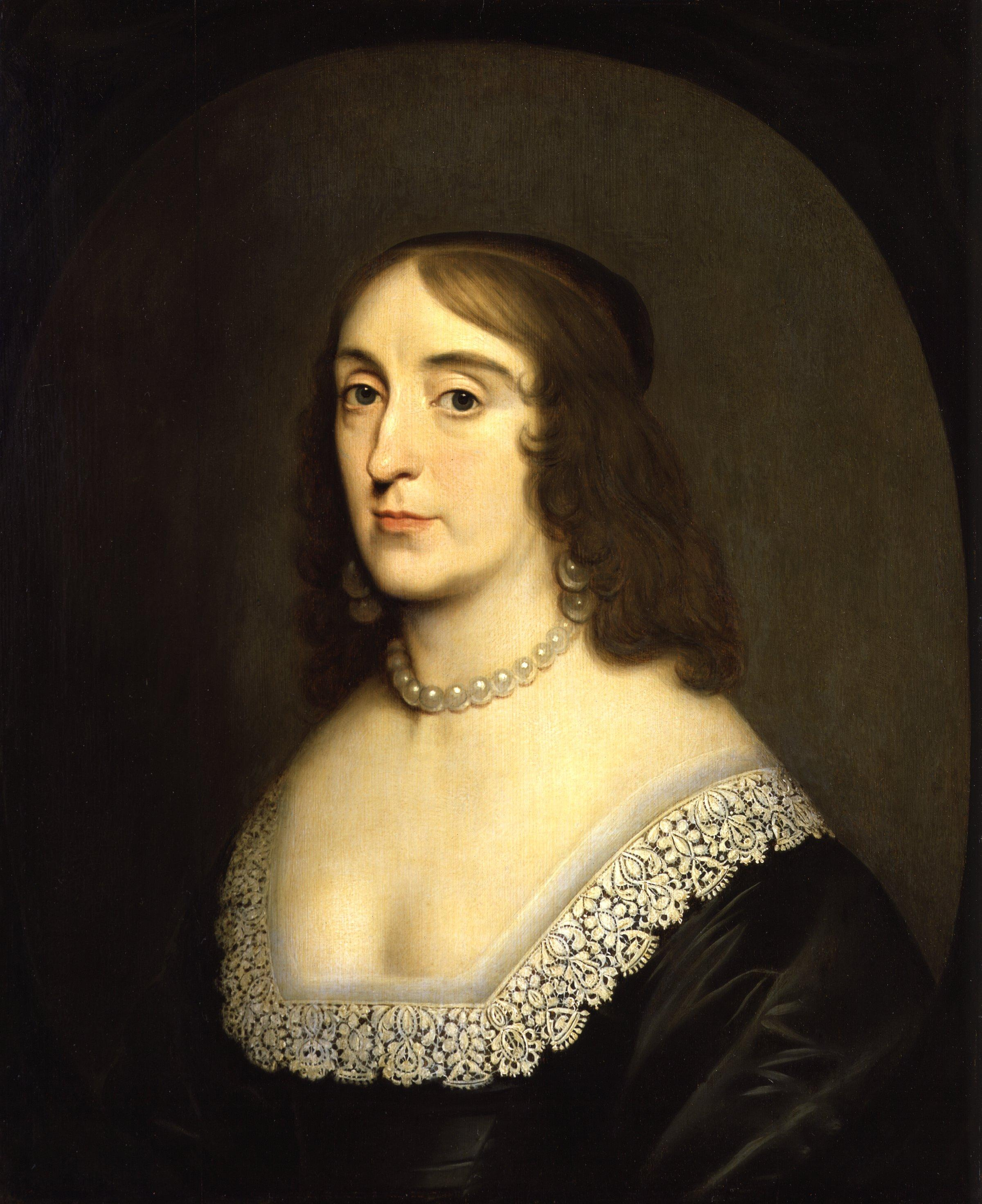
Portrait d'Elisabeth Stuart par Gerrit van Honthorst (1642).

Gerrit van Honthorst représente dans ce tableau une cérémonie publique, accomplie de manière solennelle par un prêtre en présence de la cour rassemblée. L'ingestion des cendres de Mausole par Artémise symbolise la passation du pouvoir politique entre le roi mort et son épouse vivante.
Le choix de la scène n'a rien d'un hasard : il s'agit sans doute d'une référence au veuvage d'Elisabeth Stuart, commanditaire de l'œuvre, qui perd son mari Frédéric V en 1632. La transmission du pouvoir entre Mausole et Artémise est ainsi une métaphore des revendications d'Elisabeth Stuart sur les possessions et les titres de son mari décédé.

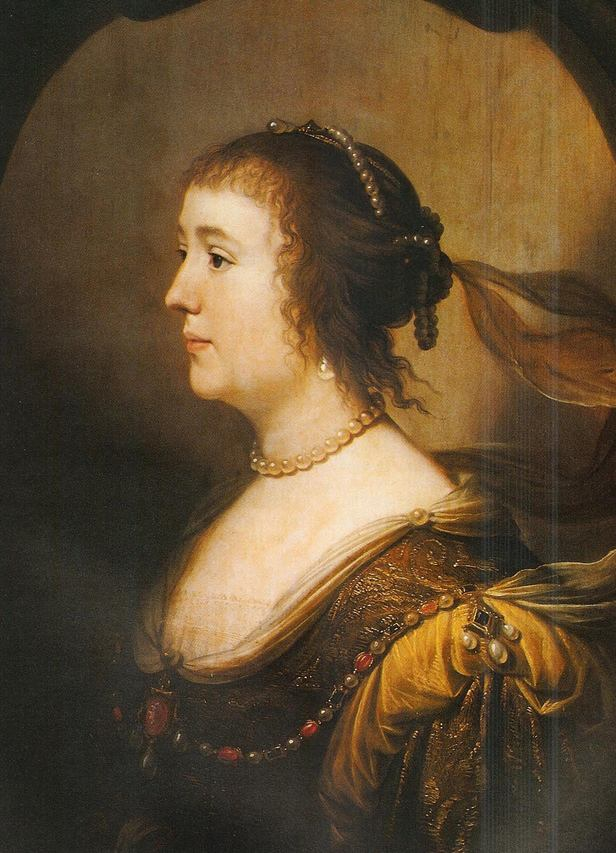
Portrait d'Amélie de Solms-Braunfels par Gerrit van Honthorst (1630).

La propriétaire suivante du tableau (à partir de 1654 au plus tard), Amélie de Solms-Braunfels, est une proche d'Elisabeth Stuart et se trouve dans une situation qui résonne également avec la scène dépeinte. En effet, en 1647, Amélie de Solms-Braunfels perd son mari Frédéric-Henri, stathouder de Hollande et prince d'Orange. C'est là encore une métaphore de la transmission du pouvoir politique entre le mari défunt et son épouse vivante, qui assurera la régence au nom de son petit-fils Guillaume III.

## Sources
- [Gaehtgens 1995] Barbara Gaehtgens (trad. Aude Virey-Wallon), « L'Artémise de Gérard van Honthorst ou les deux corps de la reine », Revue de l'art, no 109,‎ 1995, p. 13-25 (DOI 10.3406/rvart.1995.348212, lire en ligne)
- [Golahny 2000] (en) Amy Golahny, « Rembrandt's "Artemisia": Arts Patron », Oud Holland, vol. 14, nos 2/4,‎ 2000, p. 139-152 (JSTOR 42712021, lire en ligne)